# Dusona angustata
Dusona angustata là một loài tò vò trong họ Ichneumonidae.